# Oligosoma chloronoton
Oligosoma chloronoton — вид сцинкоподібних ящірок родини сцинкових (Scincidae). Ендемік Нової Зеландії.

## Поширення і екологія
Ophiomorus chloronoton мешкають на півдні Південного острова Нової Зеландії, на острові Стюарт та на деяких сусідніх острівцях. Вони живуть в різноманітних природних середовищах, від прибережних районів до субальпійських високогір'їв. Живляться дрібними безхребетними.

## Збереження
МСОП класифікує цей вид як такий, що перебуває під загрозою зникнення. Oligosoma chloronoton загрожує хижацтво з боку інтродукованих тварин.